# Cmentarz prawosławny w Wiłkomierzu
Cmentarz prawosławny w Wiłkomierzu – cmentarz prawosławny powstały przed XIX wiekiem. Na jego terenie znajduje się drewniana cerkiew Zmartwychwstania Pańskiego. 
Okres powstania cmentarza jest nieznany. W połowie XIX wieku był już poważnie zaniedbany, zatarły się na nim ślady wyznaczonych kwater, zaś większość nagrobków była zdewastowana. W 1867, z inicjatywy dowodzącego 28 brygadą artylerii generał majora Iwana Lemtiużnikowa cmentarz został uporządkowany i otoczony nowym ceglanym murem. W jego obrębie została wzniesiona drewniana cerkiew. 
Do dziś zachowała się ceglana brama ze złoconym krzyżem prawosławnym prowadząca na teren cmentarza z napisem w języku cerkiewnosłowiańskim I Ja go wskrzeszę w dniu ostatecznym i z tablicą informującą o fakcie wzniesienia ogrodzenia wokół cmentarza w 1881. W obrębie cmentarza pojedyncze nagrobki z XIX i XX wieku. W 1902 na cmentarzu został wzniesiony pomnik ku czci żołnierzy rosyjskich poległych przy tłumieniu powstania styczniowego, zbudowany przez żołnierzy stacjonujących w Wiłkomierzu. 
Adres: Kareivinių g. 38, Ukmergė 20112, Litwa. 